# Portrait officiel
Pour les articles homonymes, voir Portrait (homonymie).

Portrait officiel de Louis XIV par Hyacinthe Rigaud (1702).

Un portrait officiel est la représentation officielle d'une personne publique, généralement une personnalité politique exerçant une fonction de chef d'État. Il peut s'agir  d'une peinture ou d'une photographie.

## Exemples
- Portrait officiel du président de la République française
- Portrait officiel du président des États-Unis
- Portrait de Louis XIV en costume de sacre
- Iconographie de Napoléon Ier